# 奥尔卡尼
奥尔卡尼（法語：Olcani，法語發音：[ɔlkani]）是法国上科西嘉省的一个市镇，属于巴斯蒂亚区。

## 地理
奥尔卡尼（42°48'36"N, 9°22'13"E）面积14.25 平方千米，位于法国上科西嘉省，该省份位于科西嘉北部，后者为地中海西部的一座岛屿，也是法国的一个单一领土集体，位于法国大陆部分的东南面，意大利半島的西面，最临近的地块是撒丁岛。
与奥尔卡尼接壤的市镇（或旧市镇、城区）包括：农扎、锡斯科。

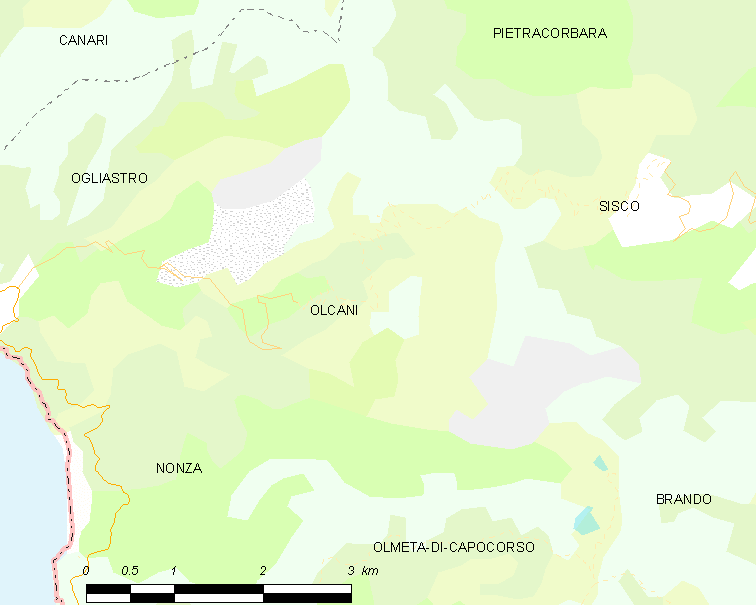
奥尔卡尼的OSM定位图

奥尔卡尼的时区为UTC+01:00、UTC+02:00（夏令时）。

## 行政
奥尔卡尼的邮政编码为20217，INSEE市镇编码为2B184。

## 政治
奥尔卡尼所属的省级选区为科西嘉角县。

## 人口

1962-2008年间奥尔卡尼人口变化图示

奥尔卡尼于2022年1月1日时的人口数量为95人。